# Апраксіна Марфа Матвіївна
Ма́рфа Матві́ївна, уроджена Апра́ксіна (1664—1716) — московська цариця, друга дружина царя Федора Олексійовича (1676—1682).

## Життєпис
Народилася 1664 року в Москві в родині стольника Матвія Васильовича Апраксіна. Мала трьох братів: Петра, Федора і Андрія Апраксіних.
14(25) лютого 1682 року у Дворцовій церкві обвінчана з московським царем Федором Олексійовичем, проте за два місяці її чоловік раптово помер у Москві у віці 20 років. Дітей у подружжя не було.
У період царювання Петра Олексійовича користувалась повагою усього народу, завжди слідувала за Двором і мала власний палац у новій столиці.
Померла 31 грудня 1715 (11 січня 1716) року в Санкт-Петербурзі. Похована у Петропавлівському соборі.